# Microregione di Osório
Osório è una microregione del Rio Grande do Sul in Brasile, appartenente alla mesoregione Metropolitana de Porto Alegre.
È una suddivisione creata puramente per fini statistici, pertanto non è un'entità politica o amministrativa.

## Comuni
È suddivisa in 23 comuni:
- Arroio do Sal
- Balneário Pinhal
- Capão da Canoa
- Capivari do Sul
- Caraá
- Cidreira
- Dom Pedro de Alcântara
- Imbé
- Itati
- Mampituba
- Maquiné
- Morrinhos do Sul
- Mostardas
- Osório
- Palmares do Sul
- Santo Antônio da Patrulha
- Tavares
- Terra de Areia
- Torres
- Tramandaí
- Três Cachoeiras
- Três Forquilhas
- Xangri-lá